# DUT Racing
Delft University of Technology Racing team, beter bekend als DUT Racing of Formula Student Team Delft, is een Nederlands Formula Student team uit Delft. DUT Racing is bekend om het ontwikkelen van lichtgewicht Formula Student raceauto's en doet al ruim 20 jaar mee aan de globale Formula Student competitie. DUT Racing behaalde zes maal een overwinning op Formula Student Germany en drie maal een overwinning op Formula Student UK. Het team staat tweede op de wereldranglijst.

## Team filosofie

### Samenstelling
Het DUT Racing team bestaat uit ongeveer 85 teamleden die samenwerken om een snelle, efficiënte en betrouwbare raceauto te bouwen in minder dan 9 maanden. Alle leden van het team zijn studenten aan de TU Delft of andere universiteiten/hogescholen en verschillen van eerstejaars tot promovendi. Dit maakt DUT Racing een van de grootste en meest gevarieerde studententeams van de TU Delft.

### Educatie
Het primaire doel van het project is onderwijs. De technische kunde die aan de TU Delft wordt onderwezen, wordt in dit project concreet toegepast. Dit stelt de teamleden in staat om kennis op te doen, niet alleen op het technische vlak, maar ook in de velden van teamwork, communicatie en itnerfaces. Jaarlijks wordt de kennis en kunde in het ontwerpen van een raceauto bij leden bijgebracht door middel van colleges en workshops. Op deze manier wordt de kennis en ervaring van oud-teamleden overgedragen op een nieuwe garde.

## Competitiehistorie

### 4 cilinders (2000 – 2002)
Na de oprichten van het DUT Racing team door twee studenten van de TU Delft, startte het eerst raceavontuur voor het team tijdens de Formula Student UK competitie in de zomer van 2001. Met een groep van twintig studenten bouwde het team een competitieve 4 cilinder raceauto die zich bewees door de tweede plaats voor nieuwkomers te winnen.
Met eenzelfde 4 cilinderconcept deed het team het daaropvolgende jaar weer mee met zowel de verbeterde auto uit 2001, als met een volledig nieuwe raceauto (DUT02).

### Lichtgewicht (2003-2005)
2003 is een belangrijk jaar geweest voor de DUT Racing-filosofie. Het team kwam met een volledige nieuw idee over hoe een Formula Student auto gebouwd moet worden. Tot dan toe was het standaard voor alle teams om de meest vermogende aandrijving te gebruiken, die reglementair toegestaan was. Dit waren dan ook meestal 4 cilinder 600 cc motorfietsmotoren. Het DUT Racing team ging een lichtere motor gebruiken met minder vermogen (530 cc KTM 1 cilinder). Met het toepassen van de filosofie 'meer is minder' produceerde het team een auto van 130 kilogram, waar de competitie met auto's van niet minder dan 220 kilogram reden. Met dit concept won het team haar eerste design-award.
In de opvolgende jaren ontwikkelde het team haar lichtgewicht concept verder uit, wat leidde tot de eerste grote prijs in 2006.

### Resultaten (2006-2007)
Gedurende de eerste zes jaar groeide het team significant. In 2006 was het team met zestig leden ruimschoots het grootste studententeam van de TU Delft. 
Het 2006 seizoen zou het eerste grote succes brengen sinds de gewonnen Design award in 2003. Met het behalen van de derde plaats op de nieuwe Formula Student Competitie op de Hockenheimring, won het team haar eerste podiumplaats.
Het 2007 seizoen bracht wederom succes met het winnen van de tweede plaats tijdens de FISITA World Championship op het Silverstone (Circuit).

### E85 (2008-2010)
In het 2008 seizoen herontwierp het team het 1-cilinder concept. Met zeven jaar rijden op benzine, zocht het team een nieuwe uitdaging in een groenere en potentieel snellere brandstof. Gedurende het jaar werd het Yamaha WR450F motorblok omgebouwd om te draaien op Ethanol (E85).
Het nieuwe concept werd voor het eerst toegepast in een omgebouwde variant van de DUT07 tijdens de FSAE Michigan competitie (Michigan International Speedway). Door een technisch mankement werd de endurance-race niet uitgereden.
De ethanol aangedreven generatie van DUT Racing auto's (DUT08, DUT09, DUT10), waren succesvol. In het 2008 seizoen behaalde het team een tweede plaats tijdens Formula Student UK en behaalde het een overwinning tijdens Formula Student Germany . In het 2009 seizoen reed het team de auto voor de derde keer naar een tweede plaats in Engeland en in 2010 werd wederom de Formula Student Germany-titel uit Duitsland meegenomen.

### Elektrisch (2011)
Sinds het jaar 2011 is het team overgestapt op elektrische aandrijving. Hier zou meer winst te behalen zijn op het gebied van innovatie en nieuwe technologieën dan op de eerdere ontploffingsmotoren. De auto werd compleet herontworpen met het beeld van de ideale elektrische auto in gedachten. Het resultaat was een auto die erin slaagde beide competities in Duitsland en Engeland te winnen.

### Vier-wiel aandrijving (2012-)
In het 2012 jaar werd opnieuw geïnnoveerd: de auto kreeg een individuele motor in ieder wiel, wat toeliet om de wegligging en dynamica significant te verbeteren. Ook was de massa van de auto bijzonder laag, wat ervoor zorgde dat de auto in 2013 het wereldrecord acceleratie van 0 tot 100 km/h voor een elektrische auto verbrak. Met 2.13 seconden bereikte de auto de 100 km/h op vliegveld Valkenburg.

### Zelf ontwikkelde banden (2014-)
Nadat in 2013 contact gelegd werd met Apollo Vredestein BV is het DUT14 team begonnen aan de ontwikkeling van speciale banden die totaal toegespitst zijn op de Formula Student competitie en goed aansluiten bij de ontwerpfilosofie van FS team Delft. De banden zijn kleiner dan de reguliere banden met een binnenmaat van 8.5 inch en buitenmaat 14.5 inch. Het compound voor de regenbanden is hetzelfde als die van URE (Eindhoven)de slicks zijn door team Delft zelf ontworpen. De regenbanden met zelf ontworpen profiel bleken uitermate succesvol in 2015, met goede resultaten op een verregende endurance op FSUK en een nieuwe recordtijd op wetpad (skidpad) van FSG, met een tijd van 5.070s .

## Formula Student resultaten
Resultaten, dikgedrukt geeft winst aan. Vanaf 2011 slaat de wereldranglijstpositie op de elektrische klasse.
| Season | Competition                        | Venue                           | Car   | Tyres                | Propulsion                | Result             | World Ranking Position          |
| ------ | ---------------------------------- | ------------------------------- | ----- | -------------------- | ------------------------- | ------------------ | ------------------------------- |
| 2016   | Formula Student Spain              | Circuit de Barcelona-Catalunya  | DUT16 | Apollo Vredestein BV | 4 AMK Electric motors     | Kampioen (906 pts) |                                 |
| 2016   | Formula Student Germany (FSE)      | Hockenheimring                  | DUT16 | Apollo Vredestein BV | 4 AMK Electric motors     | 2 (900 pts)        |                                 |
| 2016   | Formula Student UK (Class 1)       | Silverstone (Circuit)           | DUT16 | Apollo Vredestein BV | 4 AMK Electric motors     | 17 (528 pts) DQ    | 3=                              |
| 2015   | Formula Student Austria            | Red Bull Ring                   | DUT15 | Apollo Vredestein BV | 4 AMK Electric motors     | 9 (580 pts)        | 3                               |
| 2015   | Formula Student Germany (FSE)      | Hockenheimring                  | DUT15 | Apollo Vredestein BV | 4 AMK Electric motors     | Kampioen (923 pts) | 1 =                             |
| 2015   | Formula Student UK (Class 1)       | Silverstone (Circuit)           | DUT15 | Apollo Vredestein BV | 4 AMK Electric motors     | Kampioen (909 pts) | 1                               |
| 2014   | Formula Student Austria            | Red Bull Ring                   | DUT14 | Apollo Vredestein BV | 4 AMK Electric motors     | 2 (784 pts)        | 2 =                             |
| 2014   | Formula Student Germany (FSE)      | Hockenheimring                  | DUT14 | Apollo Vredestein BV | 4 AMK Electric motors     | 3 (855 pts)        | 2 =                             |
| 2014   | Formula Student UK (Class 1)       | Silverstone (Circuit)           | DUT14 | Apollo Vredestein BV | 4 AMK Electric motors     | Kampioen (855 pts) | 2 =                             |
| 2013   | Formula Student Austria            | Red Bull Ring                   | DUT13 | H                    | 4 AMK Electric motors     | 2 (835 pts)        | 2 =                             |
| 2013   | Formula Student Germany Electric   | Hockenheimring                  | DUT13 | H                    | 4 AMK Electric motors     | Kampioen (843 pts) | 2 =                             |
| 2013   | Formula Student UK (Class 1)       | Silverstone (Circuit)           | DUT13 | H                    | 4 AMK Elektrische motoren | 13 (534 pts)       | 2                               |
| 2012   | Formula Student Germany Electric   | Hockenheimring                  | DUT12 | H                    | 4 AMK Electric motors     | Kampioen (933 pts) | 1 =                             |
| 2012   | Formula Student UK (Class 1)       | Silverstone (Circuit)           | DUT12 | H                    | 4 AMK Elektrische motoren | 2 (848 pts)        | 1 =                             |
| 2011   | Formula Student Germany Electric   | Hockenheimring                  | DUT11 | H                    | 2 AMK Elektrische motoren | Kampioen (909 pts) | 1                               |
| 2011   | Formula Student UK (Class 1A)      | Silverstone (Circuit)           | DUT11 | H                    | 2 AMK Electric motors     | Kampioen (910 pts) | 2 (Nieuw in elektrische klasse) |
| 2010   | Formula Student Germany Combustion | Hockenheimring                  | DUT10 | H                    | Yamaha WR450F             | Kampioen (867 pts) | 10                              |
| 2010   | Formula Student UK (Class 1)       | Silverstone (Circuit)           | DUT10 | H                    | Yamaha WR450F             | 18 (528 pts)       | 23                              |
| 2009   | Formula Student Germany Combustion | Hockenheimring                  | DUT09 | H                    | Yamaha WR450F             | 18 (615 pts)       | 11                              |
| 2009   | Formula Student UK (Class 1)       | Silverstone (Circuit)           | DUT09 | H                    | Yamaha WR450F             | 2 (786 pts)        | 3                               |
| 2008   | Formula Student Germany Combustion | Hockenheimring                  | DUT08 | H                    | Yamaha WR450F             | Kampioen (920 pts) | 6                               |
| 2008   | Formula Student UK (Class 1)       | Silverstone (Circuit)           | DUT08 | H                    | Yamaha WR450F             | 2 (752 pts)        | 21                              |
| 2008   | FSAE Michigan                      | Michigan International Speedway | DUT07 | H                    | Yamaha WR450F             | 23 (534 pts)       | 37                              |
| 2007   | Formula Student Germany Combustion | Hockenheimring                  | DUT07 | H                    | Yamaha WR450F             | 21 (501 pts)       | 32                              |
| 2007   | Formula Student UK (Class 1)       | Silverstone (Circuit)           | DUT07 | H                    | Yamaha WR450F             | 2 (889 pts)        | 8                               |
| 2006   | Formula Student Germany Combustion | Hockenheimring                  | DUT06 | L                    | Yamaha WR450F             | 3 (808 pts)        | 37                              |
| 2006   | Formula Student UK (Class 1)       | Silverstone (Circuit)           | DUT06 | L                    | Yamaha WR450F             | 23 (423 pts)       | 93                              |
| 2005   | Formula Student UK (Class 1)       | Bruntingthorpe                  | DUT05 | L                    | Yamaha WR450F             | 19 (442 pts)       | 80                              |
| 2004   | Formula Student UK (Class 1)       | Bruntingthorpe                  | DUT04 | L                    | Yamaha WR450F             | 10 (517 pts)       | 64                              |
| 2003   | Formula Student UK (Class 3)       | Bruntingthorpe                  | DUT04 | N/A                  | N/A                       | N/A                | N/A                             |
| 2003   | Formula Student UK (Class 1)       | Bruntingthorpe                  | DUT03 | G                    | KTM 530                   | 21 (303 pts)       | 92                              |
| 2002   | Formula Student UK (Class 1-200)   | Bruntingthorpe                  | DUT01 | A                    | Yamaha YZF-R6             | 20 (345 pts)       | 64 =                            |
| 2002   | Formula Student UK (Class 1)       | Bruntingthorpe                  | DUT02 | A                    | Yamaha YZF-R6             | 16 (485 pts)       | 64                              |
| 2001   | Formula Student UK (Class 1)       | NEC Birmingham                  | DUT01 | A                    | Yamaha YZF-R6             | 20 (181 pts)       | 109 (Nieuw in ranglijst)        |